# Monarch (Japan)
Monarch is een historisch merk van motorfietsen.
Japans merk dat tussen 1955 en 1962 eencilinder viertakten van 346 en 496 cc leverde, die in feite Norton-kopieën waren.